# Италианска кампания (1800)
Вижте пояснителната страница за други значения на Италианска кампания.
Италианска кампания (1800), известна и като Втора италианска кампания на Наполеон, са военните действия на френската революционна армия срещу Австрия, завършила с битката при Маренго, донесла решителна победа за Франция на италианския театър на военните действия. Кампанията може да се разглежда както като част от Войната на втората антифренска коалиция, така и като част от Наполеоновите войни.

## Предистория
След преврата от 18 брюмер Директорията във Франция е свалена и властта преминава в ръцете на трима консули – Роже Дюко, абат Сийес и Наполеон, като последният става първи консул и пълновластен управник. Към онзи момент Франция е в тежко положение: френските финанси са в плачевно състояние, роялистите се активизират из цялата страна, продължава Вандейското въстание.
Походът на Суворов в северната част на Италия през април-август 1799 г. прогонва френските войски от Италия, те напускат островите Корфу и Малта и се отбраняват отчаяно в Египет. Осъзнавайки тежката ситуация, на 25 декември 1799 г. Наполеон се обръща с официални мирни предложения към Австрия и Англия, като разчита с този ход да прехвърли отговорността за продължаването на войната върху противника. Участниците във втората антифренска коалиция обаче не желаят мир, като са окуражени от победите на Суворов при Требия и Нови.